# ジェリー・ジューディ
ジェリー・ダバラス・ジューディ（Jerry Davarus Jeudy, 1999年4月24日 - ）は、アメリカ合衆国フロリダ州ディアフィールドビーチ出身のプロアメリカンフットボール選手。NFLのクリーブランド・ブラウンズに所属している。ポジションはワイドレシーバー。

## 経歴

### ハイスクール
高校4年目の2016年シーズンに76レシーブ、1,054レシーブ獲得ヤード、15のレシービングTDを記録した。
主要サイトから5つ星評価を受け、2016年7月28日にアラバマ大学へのコミットを発表した。

### カレッジ
アラバマ大学では1年目の2017年シーズン、開幕前にチーム内で行われたエキシビションマッチにて5レシーブ、134レシーブ獲得ヤード、2つのレシービングTDを記録し、MVPを受賞した。シーズンでは14レシーブ、264レシーブ獲得ヤード、2つのレシービングTDを記録した。また、チームはCFPナショナルチャンピオンシップで優勝した。
2018年シーズン開幕前の2018年春に半月板の手術を受け、秋までには完全に回復した。開幕後、最初の3試合で6つのレシービングTDを記録。2018年10月6日のミズーリ大学戦ではキャリアハイとなる147レシーブ獲得ヤードを記録した。CFPナショナルチャンピオンシップのクレムソン大学戦では139レシーブ獲得ヤード、1つのレシービングTDを記録するなど活躍したがチームは敗れ、連覇を逃した。シーズン全体で68レシーブ、1,315レシーブ獲得ヤード、SEC最多となる14のレシービングTDを記録し、コンセンサスオールアメリカン、オールSECファーストチームに選出された他、カレッジで最も優れたワイドレシーバーに贈られるフレッド・ビレトニコフ賞を受賞した。

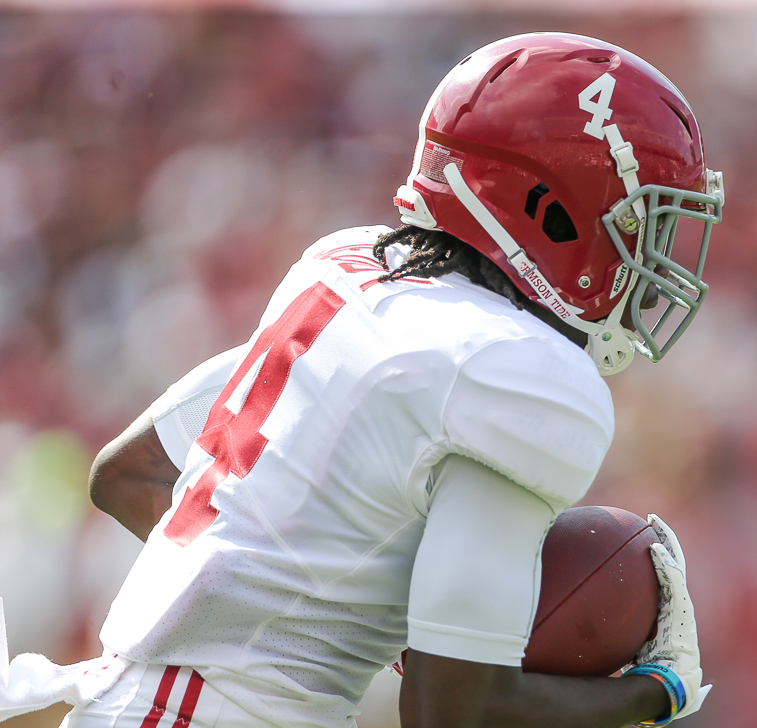
アラバマ大学でのジューディ
(2019年)

2019年シーズン開幕前には一部メディアからハイズマン賞の受賞候補に挙げられた。デューク大学との開幕戦で137レシーブ獲得ヤード、1つのレシービングTDを記録。翌週のニューメキシコ州立大学戦では103レシーブ獲得ヤード、3つのレシービングTDを記録した。その後は先発のクォーターバックだったトゥア・タゴヴァイロアが負傷してシーズン終了となったこともあり、やや成績を落とした。ミシガン大学とのシトラスボウルでは204レシーブ獲得ヤード、1つのレシービングTDを記録して勝利に貢献した。最終的に77レシーブ、1,163レシーブ獲得ヤード、10のレシービングTDを記録し、2年連続でオールSECファーストチームに選出された。シーズン終了後、2020年のNFLドラフトにアーリーエントリーした。

#### 個人成績
| シーズン | チーム   | 試合 | レシーブ  | レシーブ | レシーブ | レシーブ | レシーブ |
| シーズン | チーム   | 試合 | レシ ーブ | ヤード   | 平均     | 最長     | TD       |
| -------- | -------- | ---- | --------- | -------- | -------- | -------- | -------- |
| 2017     | アラバマ | 14   | 14        | 264      | 18.9     | 36       | 2        |
| 2018     | アラバマ | 15   | 68        | 1,315    | 19.3     | 81       | 14       |
| 2019     | アラバマ | 13   | 77        | 1,163    | 15.1     | 85       | 10       |
| 通算     | 通算     | 42   | 159       | 2,742    | 17.2     | 85       | 26       |

### デンバー・ブロンコス
| 6 ft 1 in (185 cm)          | 193 lb (88 kg) | 32+1⁄8 in (82 cm) | 9+1⁄2 in (24 cm) | 4.45 s | 1.56 s | 2.59 s | 4.53 s | 35.0 in (89 cm) | 10 ft 0 in (3.05 m) | 9 |
| All values from NFL Combine |                |                   |                  |        |        |        |        |                 |                     |   |

2020年のNFLドラフトにて全体15位でデンバー・ブロンコスから指名され、その後4年総額1,592万ドルのルーキー契約を結んだ。

### クリーブランド・ブラウンズ
2024年9月13日に同年のドラフト5巡目、6巡目指名権とのトレードでクリーブランド・ブラウンズへ移籍し、19日に3年総額5,800万ドルの契約延長に合意した。
2024年シーズンはキャリアハイとなる1,229レシーブ獲得ヤードを記録し、初のプロボウルに選出された。

## 人物
高校時代の2016年に7歳上の姉が死亡した。同年には学業成績でオールAを記録している。
ハイチ系アメリカ人である。
ユダヤ人ではないが、ダビデの星のネックレスを着用している。これは「Jeudy」というラストネームからユダヤ人と勘違いされることが多かったのが理由である。
2022年5月12日に家庭内暴力による追加の刑罰つきの第2級犯罪的改ざん容疑で逮捕された。

## 詳細情報

### 年度別成績
| 説明 | 説明         |
| ---- | ------------ |
|      | リーグ最多   |
| 太字 | キャリアハイ |

#### レギュラーシーズン
| シーズン | チーム | 試合 | 試合 | レシーブ | レシーブ | レシーブ | レシーブ | レシーブ | ラン | ラン | ラン | ラン | ラン | ファンブル | ファンブル |
| シーズン | チーム | GP   | GS   | Rec      | Yds      | Avg      | Lng      | TD       | Att  | Yds  | Avg  | Lng  | TD   | Fum        | Lost       |
| -------- | ------ | ---- | ---- | -------- | -------- | -------- | -------- | -------- | ---- | ---- | ---- | ---- | ---- | ---------- | ---------- |
| 2020     | DEN    | 16   | 14   | 52       | 856      | 16.5     | 92       | 3        | 0    | 0    | 0.0  | 0    | 0    | 2          | 0          |
| 2021     | DEN    | 10   | 5    | 38       | 467      | 12.3     | 40       | 0        | 2    | 3    | 1.5  | 3    | 0    | 1          | 0          |
| 2022     | DEN    | 15   | 14   | 67       | 972      | 14.5     | 67       | 6        | 4    | 40   | 10.0 | 14   | 0    | 0          | 0          |
| 2023     | DEN    | 16   | 11   | 54       | 758      | 14.0     | 47       | 2        | 0    | 0    | 0.0  | 0    | 0    | 1          | 0          |
| 2024     | CLE    | 17   | 16   | 90       | 1,229    | 13.7     | 89       | 4        | 0    | 0    | 0.0  | 14   | 0    | 0          | 0          |
| 通算     | 通算   | 74   | 60   | 301      | 4,282    | 14.2     | 92       | 15       | 6    | 43   | 7.2  | 14   | 0    | 4          | 0          |